# Абу Хафс Сугди
Абу Хафс Сугди (перс. ابوحفص سغدی‎) был иранским поэтом и музыкантом конца IX — начала X веков из Согдианы. О его жизни известно не так много, но считается, что Абу Хафс был первым поэтом, написавшим стихи на новоперсидском языке. Считается, что он был изобретателем музыкального инструмента под названием шахруд (شاهرود). Согласно некоторым первоисточникам, он также был автором арабско-персидского словаря, который сегодня утерян, но был доступен еще в XI веке хиджры (XVI—XVII вв.). Не исключено, что автором этого словаря мог быть другой человек со схожим именем Абу Хафс.
Шамс Кайси Рази был первым, кто упомянул Абу Хафса в книге «Аль-Му’джам фи ма’айир ашх’ар аль-хаджам». Он утверждал, что Абу Хафс был первым персидским поэтом. Более поздние биографы Абу Хафса повторили это утверждение, но известно, что в эпоху Тахиридов и Саффаридов были и другие персидские поэты, жившие до Абу Хафса, такие как Мухаммад ибн Васиф, Абу-ль-Аббас Марвази, Ханзала Бадгиси.